# هورست زيهوفر
هورست لورينتس زيهوفر (بالألمانية: Horst Lorenz Seehofer) (مواليد 4 يوليو 1949 في إنغولشتات) سياسي ألماني ينتمي لحزب الاتحاد الاجتماعي المسيحي (CSU). شغل منصب وزير الداخلية والإعمار والأمن الوطني من 14 مارس 2018 إلى 8 ديسمبر 2021 في حكومة المستشارة أنغيلا ميركل. من عام 2008 إلى عام 2018 شغل منصب رئيس وزراء ولاية بافاريا. كما شغل منصب رئيس البوندسرات بين عامي 2011 و 2012 وترأس حزبه من عام 2008 إلى عام 2019
انتخب لأول مرة في البوندستاغ عام 1980 وشغل منصب وزير الصحة والضمان الاجتماعي في الفترة من 1992 إلى 1998 ووزير الغذاء والزراعة وحماية المستهلك في حكومة أنغيلا ميركل في الفترة من 2005 إلى 2008. وفي أكتوبر 2008 أصبح رئيسًا لحزب الاتحاد الاجتماعي المسيحي (CSU) ورئيس الوزراء الثامن عشر لولاية بافاريا. من 1 نوفمبر 2011 حتى 31 أكتوبر 2012 شغل منصب رئيس البوندسرات ونائبا لرئيس ألمانيا بحكم منصبه. وبسبب ذلك كان رئيسًا لألمانيا بالنيابة بعد استقالة الرئيس كريستيان فولف في 17 فبراير 2012 وحتى انتخاب يواخيم غاوك خليفة لفولف في 18 مارس 2012.
كان زيهوفر مهددا قويا لسياسة المستشارة أنغيلا ميركل بخصوص اللاجئين، وهدد بتقديم شكوى رسمية ضد سياسة حكومة ميركل بخصوص اللاجئين في المحكمة الدستورية الألمانية وهو مؤيد لسقف اتحادي لعدد اللاجئين الذين يجب أن تقبلهم الحكومة الألمانية. كما يعارض سيهوفر بشدة قبول تركيا المحتمل في الاتحاد الأوروبي، مشيرًا إلى مكانتها كعضو في «العالم الإسلامي».

## روابط خارجية
- هورست زيهوفر على موقع IMDb (الإنجليزية)
- هورست زيهوفر على موقع مونزينجر (الألمانية)
- هورست زيهوفر على موقع ديسكوغز (الإنجليزية)